# Erik Hesselberg

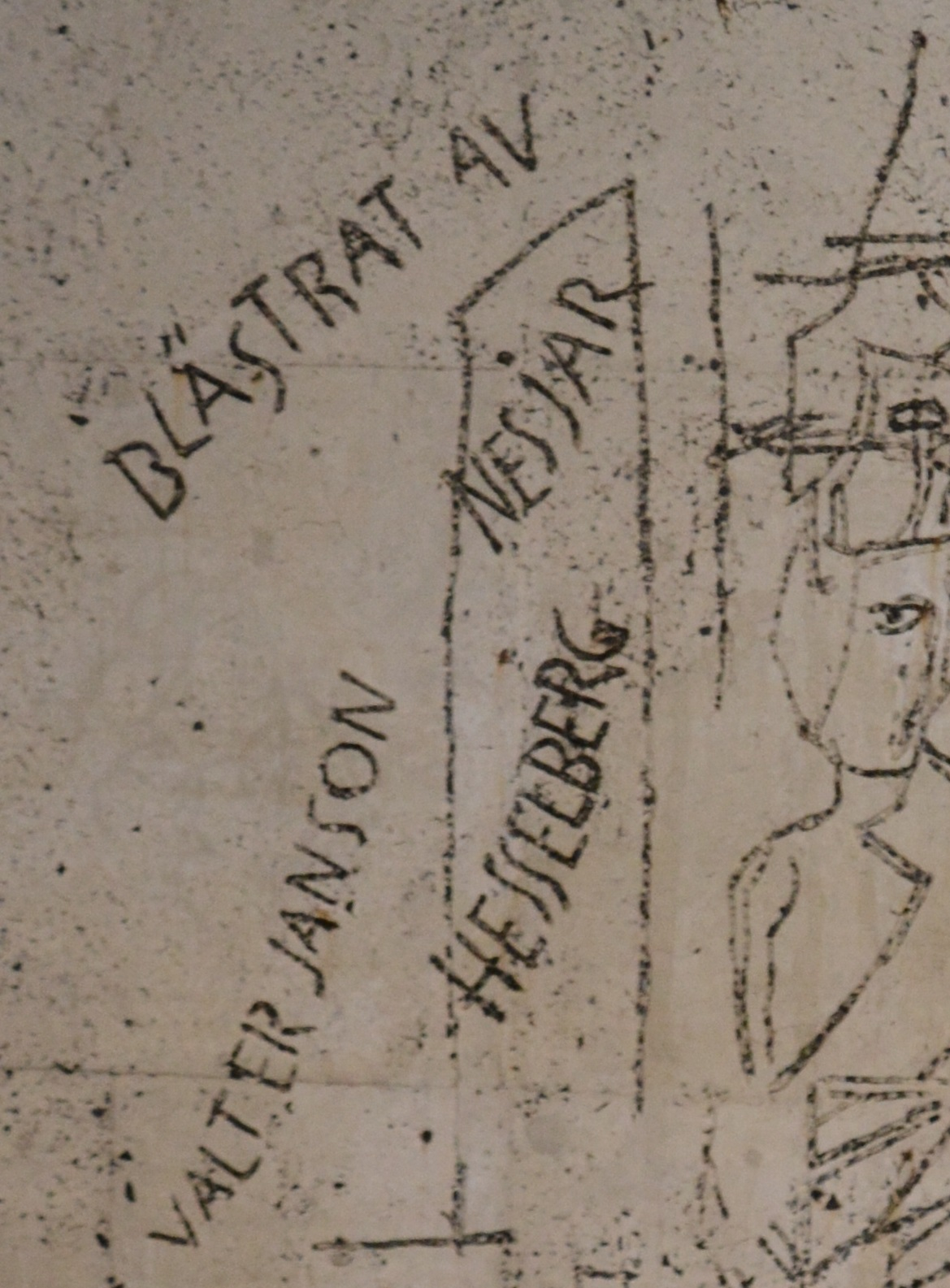
Erik Hesselbergs namn i Östermalmstorgs tunnelbanestation i Stockholm, där han blästrat utsmyckningen

Erik Bryn Hesselberg, född 1 juni 1914 i Brevik i Norge, död 15 september 1972 i Larvik,  var en norsk målare, skulptör och äventyrare.

## Biografi
Erik Hesselberg växte upp i Larvik och arbetade till sjöss under fem års tid efter realskolan och utbildade sig därefter till styrman i Sandefjord. Han studerade sedan vid en konstskola i Hamburg. Han stannade i Tyskland under andra världskriget, där han arbetade som dekoratör i Braunschweig och drev en reklamfirma. Han gifte sig med tyskan Liselotte (Liss) Güldner. Han återvände till Norge efter kriget.
Erik Hesselberg var barndomskamrat till Thor Heyerdahl och blev en av de sex expeditionsmedlemmarna på Kon-Tiki. Han var expeditionens navigatör och den ende som hade erfarenhet från havet. Han utformade också den bild av guden Tiki, som prydde flottens huvudregel. På 1950-talet byggde han havsseglaren Tiki och bodde under elva år på båten på Medelhavet. Han bodde under en period i slutet av sitt liv i Karlskoga och flyttade sedan tillbaka till barndomsstaden Larvik.
Tillsammans med bland annat Carl Nesjar hjälpte han Siri Derkert att göra blästringarna för konstverket Ristningar i betong, som utgör utsmyckningen av spårsidorna i tunnelbanestation Östermalmstorg i Stockholm.
Erik Hesselberg blev far till två döttrar och en son, samtliga med olika kvinnor.

## Offentliga konstverk i urval
- Treklang, betong, 1974, Baggängsvägen/Skrantahöjdsvägen i Karlskoga